# Jan Aśnikowski

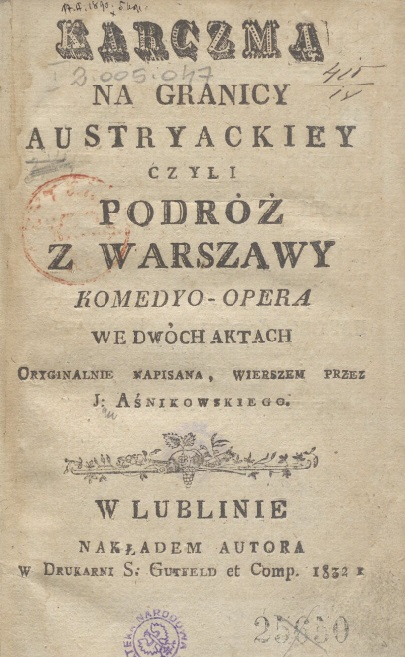
"Karczma na granicy austryackiey..." (1832) - utwór opracowany przez J. Aśnikowskiego na użytek teatru lubelskiego.

Jan Arnold Aśnikowski (właśc. Aśnik lub Asnyk, ur. ok. 1800 w Warszawie, zm. 14 stycznia 1849 w Wilnie) – polski aktor i przedsiębiorca teatralny, dyrektor teatrów prowincjonalnych.

## Kariera aktorska
Debiutował w 1816 r. Początkowo był suflerem i odtwórcą drobnych ról w teatrze warszawskim. Był związany z teatrem warszawskim (sez. 1816/1817, 1820-1821, ), krakowskim (1818-1819, 1826-1827, sez. 1843/1844), kijowskim (1827), lubelskim (1822, 1824, 1828, 1845), lwowskim (1829-1831, 1842) i wileńskim (1834-1841) a także z zespołami teatrów prowincjonalnych: Jana Brzezińskiego, Kajetana Nowińskiego (1831), Tomasza Andrzeja Chełchowskiego (1845) i Wilhelma Schmidkoffa (1846). Częste zmiany zespołów teatralnych miały wynikać z jego kłótliwego charakteru. Wystąpił m.in. w rolach: Prezesa Zadzirnowskiego (Żydzi), Jana (Wolny mularz), Organisty (Zabobon), Śpiochajły (Zamieszanie), Matoisa (Figle młodości), Klika (Korsykanin), Grzegorza (Kto kocha ten się kłóci), Szambelana (Pan Jowialski), Rotmistrza (Damy i huzary), Grzegorza (również Damy i huzary) i Lisiewicza (Pan Geldhab).

## Zarządzanie zespołami teatralnymi
W 1828 r. przejął część zespołu Jana Brzezińskiego i wraz z nim dawał przedstawienia w Zamościu i Krasnymstawie. Repertuar obejmował pantominy czarodziejsko-baletowe. Ponownie prowadził teatr lubelski w latach 1832-1834 i również dawał przedstawienia wyjazdowe.

## Twórczość
Jan Aśnikowski był autorem przekładów i adaptacji utworów scenicznych, m.in.:
- Wójt sędzia prezydujący czyli Sprawa w Osieku (1824)
- Popiół Aśnikowskiego : śpiewki ulubione z opery: Chłop panem milionowym (1830)
- Karczma na granicy austriackiej czyli Podróż do Warszawy (1832)
- F. I. von Holbein, Gonitwy w Tenczynie czyli Trzy znaki (1838)
- E. Scribe, Korsykanin czyli Awantura (1840)
- A. Dumas, Saracen (1841)
- F. Halm, Syn puszczy (1843)

## Życie prywatne
Był synem kowala. W 1823 r. poślubił Antoninę Piotrowską. Jego drugą żoną (od 1827) była aktorka i śpiewaczka Emilia Pacewicz.